# 劉鍾英 (正德進士)
劉鍾英（1482年—？年），字汝申，山东兖州府峄县人，民籍。

## 生平
治《書經》，行一，由國子生中式甲子科（1504年）山東鄉試第十三名舉人，年二十七歲中式正德三年（1508年）戊辰科會試第一百二十名，第二甲第七十三名進士。初授金州知州，官至兵部员外郎。

## 家族
曾祖劉卺。祖劉憲，都司经历。父劉本澄，贡士。母李氏。重庆下，弟鍾美、钟夔、钟荚、鍾荑。